# Estación La Leonera
Estación La Leonera är en järnvägsstation i Chiguayante, strax utanför Concepción i Chile. Vid denna station trafikeras ett regionaltåg som förbinder Talcahuano och Concepción med La Laja, Talcamávida och Renaico (linjen kallas ofta "Corto Laja") samt även pendeltågen på Biotrén, ett pendeltågssystem som trafikerar Concepción och närliggande kommuner.
Stationen ligger i området La Leonera och öppnades den 24 november 2005 då Biotrén började trafikera stationen, vilket innebar att den gamla stationen i närheten, Estación Valle del Sol, lades ner. Linje 1 i Biotréns pendeltågssystem trafikerar stationen, där stationen ligger mellan Estación Manquimávida (riktning Talcahuano-El Arenal) och Estación Hualqui (riktning Hualqui).

## Källa
Den här artikeln är helt eller delvis baserad på material från spanskspråkiga Wikipedia.